# Штундизам
Штундизам је хришћански верски покрет који се раширио у 19. веку, најпре у јужне (Херсонска, Јекатеринославска, Кијевска) области, а затим и друге области Руске империје.
У документима и литератури се покрет понекад назива Штундобаптизам. У такозваној „антисекташкој” литератури, у публицистици и званичном вођењу евиденције с краја 19. и почетка 20. века, термин „штундисти” се понекад користио широко – за руске баптисте и евангелистичке хришћане - пашкове.
Покрет се појавио након објављивања књига Библије у новом руском синодалном преводу и манифестовао се у облику кругова који су спонтано настајали међу сељаштвом за читање и тумачење Светог писма. На ставове штундиста утицали су немачки протестантски колонисти који су живели у јужним провинцијама. Учесници покрета били су малтретирани и критиковани. Крајем 19. века руско-украјински штундисти су се углавном придружили Савезу руских баптиста.

## Опис
Штундизам је био изражен у масовном и спонтаном настанку кругова за проучавање Библије међу сељаштвом. Пијетистички покрет као што је штундизам карактерисао је нагласак на личној побожности. Руско-украјински штундисти су се придржавали моралних стандарда који су имали изузетну аргументативну моћ. Укључујући потпуни престанак пијења алкохола. Трезвен начин живота и са њим повезано повећање благостања често се помињу у збирци докумената епископа Алексија Дородницина као разлог за прелазак у нову веру.
У почетку су штундисти наставили да себе сматрају делом православне заједнице: присуствовали су црквеним службама, обраћали се православним пастирима за венчање, крштење деце и сахрањивање мртвих. Одржавали су састанке после црквене службе, читали и разговарали о Новом завету, молили се и певали химне из збирке „Принос православним хришћанима“. Раскид са Православљем настао је након почетка прогона, често праћеног одузимањем духовне литературе.
Због спонтане природе покрета, штундисти нису имали ни општепризнатог вођу, ни централизовану организацију, нити јединствен кохерентан систем теологије. На пример, Николај Николски је избројао четири правца у штундизму: „библијски хришћани“ или (у званичној терминологији) „велика руска штунда“, „духовни хришћани“ или (у званичној терминологији) „јужноруска штунда“, као и оне који су настали у крајем 1870-их у Тверској губернији, секта сељака Василија Сјутајева и „Штундо-крштење”.
Уочене су најкарактеристичније црте штундистичког покрета у акузаторској литератури: негирање Светог предања и свештенства као неизоставног посредника у спасењу; одбијање сакрамената и поретка црквених служби, „светих светаца“ и често крштења деце.

## Скала кретања
У збирци докумената епископа Алексија (Дородницина) око 350 географских имена се везује за штундисте.
Само у Херсонској губернији 1881. године, према речима губернатора, било је 3.363 душе свих штундиста (без поделе на баптисте и само штундисте. Становништво заједнице Герасима Балабана у селу Чаплинка, Кијевска губернија, премашило је 1000 људи.
Шундизам дугује своје ширење непознатим обичним учесницима покрета. На пример, захваљујући извесном Василију Левченку из села Николајевке Александријског округа, Херсонске губерније, током 9 година, почев од 1875. године, 22 породице (118 људи) постале су штундисти – скоро половина његовог села.

## Предуслови за настанак

### Превод Библије
Повећано интересовање за Библију које се појавило у друштву 1860-их и 1870-их било је објашњено објављивањем Синодалног превода, који је био разумљив широј популацији.
Са становишта Православља, истина је садржана и у Светом Писму и у Светом Предању, које допуњује и тумачи Свето Писмо. Срж „незаменљивог“ значења у православљу је богослужење - Света литургија, испуњено дубоком симболиком која није увек разумљива парохијанима. Објављивање Новог завета у разумљивом преводу у условима високе религиозности друштва подразумевало је његово самостално читање и интуитивно тумачење кроз поређење са црквеном стварношћу. Међутим, грађење црквене стварности искључиво „по Светом писму“, занемарујући Свето Предање, довело би до радикалног упрошћавања или укидања готово свих обреда, што је за Руску православну цркву било неприхватљиво.
Независно проучавање и тумачење Библије довело је до других неслагања са православљем у питањима вере, укључујући и питање личног спасења. Аргументима из Светог писма и контактом са немачким пијетистима, руски штундисти су усвојили принцип сигурности личног спасења као резултат покајања и обраћења на пут праведности. Православље није давало гаранције спасења.

### Незадовољство сељачком реформом и званичном црквом
Други предуслови за настанак штундизма били су раст незадовољства према самодржављу и условима за укидање кметства, као и према званичној православној цркви. Посебну пажњу овој групи су посветили представници совјетске („марксистичке”) школе веронауке, са њеном карактеристичном социологизацијом и политизацијом, - Владимир Бонч-Бруевич, Александар Клибанов, Лев Митрохин и други.
Они су у штундизму видели верску трансформацију социјалног протеста становништва против самодржавља и православне цркве. „Руска влада је склона да све оне који су одступили од православља назива општим именом „шундисти“, написао је Бонч-Бруевич. „Пред нашим очима дешава се иста ствар која се дешавала у давна времена са Албижанцима. Владајућа класа Албија, Провансе и Лангедока у 13. веку је, на иницијативу папе, све оне који су се противили католичанству називала „албижанцима“. Владајућа класа Русије, заједно са владом, настоји да назове „штундизмом“ масе људи који иду против православља и аутократије која је са њим повезана. Заједнички назив олакшава стварање општих репресивних мера и јединственог плана за прогон свих секташа уопште“. Како је Клибанов приметио, „штундизам није ништа друго до конвенционално црквено тенденциозно име за скуп религиозно обликованих сељачких покрета који су се развили 60-70-их година 19. века.”

### Утицај пијетизма
Међу немачким колонистима у Русији први пијетистички круг настао је 1817. године. Овај покрет је постао популаран, а 1870-их година у колонијама је постојало стотине пијетистичких група – „немачких штундиста“. Почетак јужноруског штундизма је положен управо захваљујући „Библијским часовима“ немачких штундиста, на које су позивани и руски сељаци који су радили за колонисте. Први од њих је, поверујући 1858. године, почео да проповеда у свом селу, где је убрзо настала прва заједница руско-украјинских штундиста. До 1867. године ова заједница је већ имала 35 породица.
Упркос утицају пијетизма, истраживачи не сматрају руски и немачки штундизам јединственим покретом или деноминацијом. Пастор Карл Бохнекемпер, који је имао репутацију „оца“ руског штундизма, сложио се са њима, тврдећи да је штундизам немачких колониста само један од облика лутеранизма који није имао директну везу са религиозним новим формацијама које су спонтано настале. руско тло.
Према историчару Алберту Вардину, немачки штундизам је играо важну улогу у формирању руског штундизма, али је онда овај отишао својим путем. Руски штундисти нису формирали реформисане или лутеранске заједнице, нису прихватали њихово исповедање вере и њихов систем црквеног устројства, бранећи принцип независности сваке локалне заједнице. Лутерански и реформисани пастири су се плашили немачких штундиста исто као што су се православни свештеници плашили Руса, али су лутеранске и реформисане цркве биле у стању да интегришу штундизам, док православне нису; Руски штундисти су је напустили, истовремено не признавајући званичне протестантске цркве.

## Историјски контекст
Процеси евангелистичког буђења слични штундистичком покрету одвијали су се у другој половини 19. века у различитим регионима и у различитим друштвеним слојевима руског друштва: у Закавказју, у Санкт Петербургу и на територији левообалне Украјине (Тауридска губернија).
Еванђеоско буђење у Закавказју почело је истовремено са буђењем на југу Украјине, али је било независно од њега и одиграло се међу Молоканцима. 1867. у Тифлису је одржано прво крштење по вери, коју је прихватио Молоканац Никита Вороњин, што се сматра почетком ширења баптизма међу Молоканима Закавказја и Северног Кавказа и годином појаве руско-украјинских баптиста. Током првих десет година следбеници новог учења називали су себе хришћанима, крштеним вером, да би тек касније почели да се називају баптистима.
Еванђеоско буђење у Санкт Петербургу повезује се са мисионарском делатношћу лорда Редстока, који је у престоницу стигао у пролеће 1874. године. Као резултат његових проповеди у кућама петербуршког племства, пришао му је један број представника највишег аристократског друштва. Међу њима је и један од најбогатијих племића Русије, пуковник Василиј Пашков, који је предводио петербуршко буђење након одласка Редстока у иностранство и крштења.
Еванђеоско буђење у Тауридској губернији, на југу левообалне Украјине, догодило се и међу Молоканима. Као резултат проповеди Јакова Дељакова о благодати Божијој у Исусу Христу и оправдању вером, формирана је прва заједница новомолоканаца - евангелистичких хришћана - "захаровци", тако названа по имену вође Зиновија Даниловича Захарова. Од 1877. године, баптистички проповедници су почели да посећују молоканске заједнице у провинцији Таурида, услед чега су многи Молокани крштени у вери. Баптистичке заједнице у молоканским селима брзо су се повећале, а касније су скоро сви „захарити“ постали део њих.

## Став свештенства
Бурна јавна расправа око штундизма, посебно о питању његовог порекла, добија наглашен идеолошки карактер. Свештеници Руске православне цркве и значајан део секуларне бирократије сматрали су штундизам озбиљном претњом „духовном интегритету” руског друштва. Током 1880-1910-их, објављено је на десетине књига и чланака о штундизму као помоћ православним мисионарима. „Главни циљ таквих радова унапред је одређен - доказ лажности секташтва“, приметио је Лев Митрохин. 
Једна од кључних тачака у осуђивању штундизма било је његово представљање искључиво као производ непријатељског страног утицаја. Као доказ Митрохин наводи речи једног од критичара штундизма, протојереја Тимофеја Буткевича: „У руском секташтву је све страно! <…> Говорити о секташтву као о „родном, оригиналном и независном изразу духовног живота руског народа“ значи не само не разумети или омаловажавати, већ и вређати стваралачки гениј великог народа“
Залагањем пропагандиста реч „штундист” добија погрдни карактер: „Ову реч сељак чује са усана пијаних сусељана; користи се као јака реч у свађи, а свештеник више пута у цркви током проповеди ово име прати погрдама и псовкама, упућујући га не само на отпале, већ и на оне који себи дозвољавају да буду критични. о антихришћанским акцијама самог свештеника“, — написала је Варвара Јасевич-Бородајевска.

## Реакција либералне јавности
Упоредо са изласком православних публикација, на трагу све већег антиклерикалног расположења у друштву, објављен је значајан број научних, публицистичких и уметничких радова о секташима од стране секуларних аутора који су се држали либерално-популистичких ставова. Отворено су полемизирали званичном „антисекташком“ пропагандом. Неки од ових аутора су инсистирали на „првобитном руском” пореклу штундизма. „Штунда није нека увезена и пресађена појава са Запада“, тврди Г. Емељанов. По његовом мишљењу, Штунда је била „модификација некадашње молоканско-духоборске секте, која је добила ново име и успоставила се на новом тлу“.

## Законодавни статус
У Законику Руског царства, православна вера је проглашена „примарном и доминантном“. Припадност православљу није одређивала стварна вера, већ изводи из православних метричких књига. Закон је забрањивао православним хришћанима да ступају у брак са нехришћанима и увео ограничења на склапање брака са неправославним хришћанима.
Као резултат тога, Шундисти су имали проблема са утврђивањем грађанског статуса, регистрацијом бракова, сахранама и рођењем деце. Шундисти су, као и самоубице, често одбијани да буду сахрањени на јавним гробљима.
У Законику о кривичним и поправним казнама (по првом руском кривичном законику), богохуљење је било кажњиво тешким казнама на различите начине; разлог је могао бити завођење у друге хришћанске вероисповести или раскол. Имовина заведених пала је под старатељство, а њихова родитељска власт је прекинута. Они који су припадали јеретичким „дивљим и фанатичним“ сектама требало је да буду лишени права и прогнани у Сибир. Законик је предвиђао и додатне црквене казне (јавну епитимију, индоктринацију).
Прогон штундиста почео је неколико година након покретања покрета. Тако је један од првих штундиста, сељак из села Основа, Херсонске губерније, Михаил Ратушни, три пута хапшен – 1865, 1867. и 1868. године, осуђен, био је у затвору. Још један од оснивача покрета, сељак из села Љубомирки у Херсонској губернији, Иван Рјабошапка, хапшен је два пута – 1867. и 1868. године. Године 1872. у Кијевској губернији одржан је процес против штундистичких сељака Герасима Балабана, Ивана Љасоцког и других, услед чега је Балабан осуђен на годину дана затвора, а малолетна Е. Тсимбалова на два месеца. затвор.
Често се прогон састојао од популарног линча, иако, како примећује адвокат и историчар Јуриј Решетников, сам концепт „линча“ у овом случају није баш прикладан, јер је већина ових одмазди извршена или под директним вођством, или уз прећутно одобравање и немешање локалних секулариста и духовних власти. Сељаци су организовали јавна погубљења штаповима и бичевима за суграђане штундиста, тукли их кочевима и једноставно их тукли „на путевима, улицама, растурали молитвене састанке, разбијали прозоре, оштетили имовину, ноћу упадали у куће штундиста.
У периоду када је Константин Победоносцев (1880-1905) био главни тужилац Светог синода, штундисти су, заједно са баптистима, постали један од објеката циљане политике Синода искорењивања „хетеродоксних“ исповести, спроведене кроз образовне и репресивне мере. 
Победоносцев је веровао да би допуштање верске разноликости међу руским обичним људима неизбежно поткопало национално и политичко јединство Русије. У његовим очима људи који су отпали од православља нису били лојални поданици руске државе, припадници руског народа. Шундисте је он доживљавао као агенте протестантске Немачке.
Да би активирао државу у потери за „Штундом“, Победоносцев је усмерио пажњу на испољавање социјалистичких погледа међу штундистима, упркос чињеници да они уопште нису били карактеристични за већину штундиста. „Дишући мржњом према православном свештенству, лажно учење штундизма иде против устаљеног поретка руског живота и проповеда принципе и ставове штетне социјалистичке природе: социјалистичко-политичка страна учења у штундизму тренутно превладава над верско-црквеном. страну“, писао је Победоносцев цару.
Године 1894. издат је пропис Комитета министара и циркулар Министарства унутрашњих послова којим се Штунда означава као „једна од најопаснијих секти у црквено-државним односима“ и забрањује њено окупљање.
Према статистици главног команданта Кавкаског региона, од 15. октобра 1893. до 1. августа 1894. тамо је прогнано 114 најактивнијих проповедника штундизма. С обзиром да су неки са породицама отишли у прогонство, може се претпоставити да је реч о неколико стотина верника.
Неки штундисти су пристали да се „врате у православље“ како би избегли угњетавање. На пример, заједница села Комисаровка, Верхњеднепровски округ, Екатеринославска губернија (194 људи), под притиском мисионарског комитета и окружног полицајца, „вратила се у православље“ 1890. године, али након објављивања Манифеста о толеранцији 1905. прешли су на „духовни штундизам“.

## Унија са баптистима
Постепена еволуција теолошких погледа штундиста довела је до уливања већине њихових заједница у баптистички покрет. Према историчару Јоханесу Дику, штундизам није садржао елементе који би довели до стварања независног верског покрета. Током формирања јужноруских баптиста, крштење је постало такав елемент. У баптизму се крштењу (у случају преласка из православља у другу вероисповест, поновном крштењу) уче само одрасли. Тако крштење делује као веома јак улазни филтер. Човек свесно доноси одлуку да се крсти и спреман је да активно учествује у животу верске заједнице. Шундистичка активност лаика нашла је свој наставак у баптизму, а томе је само допринело одсуство у баптизму јасне границе између свештеника и мирјана.